# Hexoplon nigritarse
Hexoplon nigritarse là một loài bọ cánh cứng trong họ Cerambycidae.